# Het lijdende Leiden
Het lijdende Leiden is een stripverhaal uit de reeks van Suske en Wiske, dat uit werd gegeven op 13 mei 2011.

## Personages

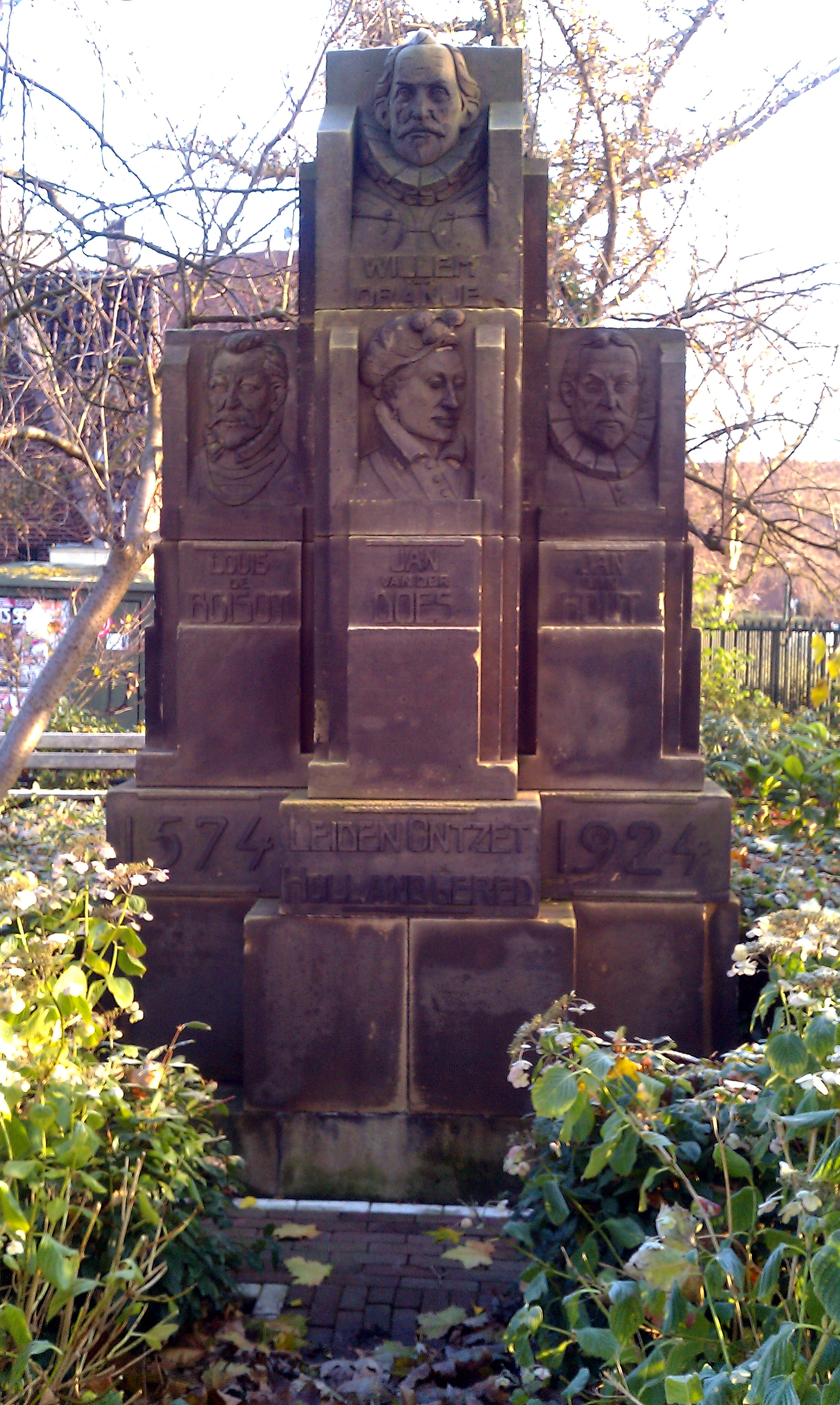
Monument in Leiden, opgericht 1924, ter ere van de 350e herdenking van Leidens Ontzet. Afgebeeld: Prins Willem van Oranje, Louis de Boisot, Jan van der Does en Jan van Hout

In dit verhaal spelen de volgende personages mee:
- Suske (Francis), Wiske (Louisa), tante Sidonia (Magdalena Moons), Lambik (senor Valdez), Jerom (Jeroen Karditsel), deurwaarder, politieagenten, journalist, boekenwormen, bemiddelaar, Spaanse soldaten, Janszoon, grootvader van Francis, burgemeester Pieter van der Werf, wethouder Jan van der Does, secretaris (Jan van Hout), veldheer Lodewijk van Boisot, Mordicus (Krimson).

## Locaties
Dit verhaal speelt zich af op de volgende locaties:
- België, huis van tante Sidonia, Leiden, kamp van Spaanse soldaten, huis van de grootvader van Francis, weeshuis, markt, stadhuis, huis van Jeroen.

## Het Verhaal
Lambik is bode geworen bij incassobureau Pakmoraf en komt bij tante Sidonia om te vertellen dat ze de erfenis van haar groottante Eulalie van Stiefrijke-Dickenbeurze heeft geaccepteerd. De tante van tante Sidonia blijkt vele schulden te hebben gehad en deze worden nu overgedragen, zodat tante Sidonia uit haar huis gezet zal worden. Ze weigert en Lambik roept de deurwaarder en politie te hulp, maar Jerom voorkomt dat het plan lukt. De deurwaarder dreigt dan Lambik te ontslaan en een journalist ziet wat er aan de hand is. In de boekenkast van tante Sidonia wonen een paar boekenwormen en zij willen niet verhuizen. Een van de boekenwormen besluit in te grijpen.
Er komt een bemiddelaar en hij pakt een boek uit de boekenkast, waarna hij de vrienden deel van de geschiedenis laat worden. De vrienden verdwijnen over de grenzen van fictie en realiteit en de lezer komt in Leiden terecht, de stad is omsingeld door Spaanse troepen op 27 september 1574. Francis steelt voedsel bij de Spaanse soldaten en wordt betrapt door de kok, maar kan ontkomen met behulp van Cornelis. Francis geeft Cornelis wat voedsel voor het weeshuis en brengt de rest naar zijn zieke grootvader. Op de markt is een menigte bijeen om te klagen. De bevolking eet druivenblad met zout en stijfsel of zuigt op een stuk dierenhuid om de honger te stillen.
In het Spaanse kamp wordt paella geserveerd. Senor Valdez hoort van een gemaskerde man dat de bevolking van Leiden op het punt staat zich over te geven, ondanks dat de geuzen de dijken hebben doorgebroken. Magdalena arriveert en vertelt Valdez dat haar familie in Leiden woont, ze zal hem nooit kunnen vergeven als hij de stad aanvalt. Ze besluit samen met Louisa de stad in te trekken en ziet hoeveel honger er heerst. Magdalena meldt zich op het stadhuis en vertelt dat ze het contact met Valdez heeft verbroken. Ook vertelt ze dat de schansen bij Zijlpoort door verzakkingen verzwakt zijn, waarna de burgemeester besluit vrijbuiters voedsel te laten halen. Op 28 september krijgt Magdalena een woning toegewezen, maar het voedsel is op. Louisa besluit voedsel te gaan zoeken en ontmoet Francis en Cornelis. 
Louisa gaat met Francis door de geheime gang en komt in het Spaanse kamp terecht. Een gemaskerde man ziet dit echter en een andere gemakserde bespreekt iets met Valdez, waarna hij door de geheime gang terug naar Leiden gaat. Louisa en Francis zien hem de gang gebruiken, maar dan blijkt het Magdalena te zijn. Ze vertelt dat ze Valdez een laatste keer gevraagd heeft de belegering op te geven, maar hij weigerde. Francis en Louisa beloven niemand iets te vertellen, niet wetende dat de andere gemaskerde man de geheime gang gebruikt om naar het Spaanse kamp te gaan. Die nacht doen vrijbuiters een uitbraakpoging, maar ze worden meteen gepakt. Valdez geeft de mannen een brief met het verzoek tot overgave mee en laat ze gaan. Magdalena wordt beschuldigd van verraad en ze geeft toe Valdez bezocht te hebben, maar ontkent de uitbraakplannen verklapt te hebben.
Magdalena wordt gevangengezet en er arriveert een postduif van de troepen van Oranje. Veldheer Boisot meldt de slag bij Zoetermeer gewonnen te hebben en op weg te zijn naar Leiden. De mannen schrijven Valdez te weigeren zich over te geven. Op 29 september krijgt de burgemeester een brief waarin gedreigd wordt de stad te vernietigen. Francis trekt Louisa met een touw tot het venster van de cel van Magdalena. Magdalena vraagt Louisa om supergeus Jeroen te halen, hij was belangrijk bij het ontzet van Alkmaar. Van der Does geeft de kinderen toestemming en Francis vertrekt meteen. Een gemaskerde dringt binnen en laat Magdalena vrij. Francis wordt gevangengenomen door Valdez en Louisa ziet dit vanaf de stadsmuur. Ze wil hem helpen en rent naar de geheime gang, waar ze Magdalena ziet. Ze worden gepakt en naar de burgemeester gebracht.
De burgemeester besluit dat Magdalena terechtgesteld moet worden en Louisa wordt uit het stadhuis gegooid. Ze besluit Francis te helpen en gaat via de geheime gang naar het Spaanse kamp, waar ze hoort dat een gemaskerde man Valdez vertelt dat Magdalena terechtgesteld zal worden. De gemaskerde vertelt dat alleen een snelle aanval haar zal kunnen redden. Louisa slaat de gemaskerde neer en ziet dat het Cornelis is. Ze worden ontdekt en Louisa vertelt dat dit de echte Spion is, waarna ze naar het stadhuis gebracht worden. Daar laat Mordicus Cornelis echter vrij, hij vertelt dat Cornelis voor hem werkt. In ruil voor informatie krijgen ze voedsel van de Spanjaarden en Mordicus rekent op een beloning van Filips II. Cornelis moet Louisa in de kerker opsluiten en vertelt dat hij Mordicus wel moet helpen, omdat Mordicus zich anders zal wreken op de weeskinderen.
Op 1 oktober is Francis aan een paal gebonden en er staat een kanon op hem gericht. Valdez heeft echter zijn boeien losgemaakt en een paard klaargezet, zodat hij kan ontsnappen. Er breekt een storm los en het begint hard te regenen. Mordicus dwingt Cornelis om Louisa te doden. De volgende ochtend komt hij in haar cel en vertelt wat er aan de hand is, waarna ze naar de stadsmuur gaan. Cornelis kan Louisa er echter niet afduwen en ze zien dat de Spanjaarden de stad in willen nemen. Cornelis besluit Louisa te helpen, want ook een oorlog zal desastreus zijn voor de weeskinderen. Ze bevrijden Magdalena en Louisa en Magdalena ontsnappen via de geheime gang. Cornelis wordt gevangengenomen, maar vertelt Van der Does dat hij belangrijke informatie heeft.
Magdalena en Louisa komen in de tent van Valdez en Valdez vertelt dat hij de koning van Spanje wel moet gehoorzamen. Louisa wordt uit de tent gezet en kort daarna vertelt Valdez dat hij met Magdalena zal trouwen. Op het stadhuis vertelt Van der Does dat hij weet dat Mordicus heult met de Spanjaarden. Hij wordt gevangengenomen, en dan blijkt het Don Crimsonos de Patatfritez te zijn. Van der Does wil niet dat hij deel uitmaakt van de geschiedenis en Don Crimsonos wordt in de vergeetput gegooid. Cornelis heeft spijt en biedt aan zich bij de vrijbuiters aan te sluiten. Als hij de strijd overleefd, is hij weer een vrij man. Valdez vertelt zijn mannen dat ze pas de volgende dag zullen aanvallen, anders wil Magdalena niet met hem trouwen.
Francis komt aan bij de boerderij van Jeroen in Alkmaar en vertelt wat er aan de hand is. Ze gaan snel naar Leiden en komen in het kamp van de geuzen. Ze horen dat het water nog niet hoog genoeg staat, waarna Jeroen zo hard blaast dat er een orkaan ontstaat. De geuzen rukken op en de Spanjaarden vechten met hen, maar worden in de slag bij Zoeterwoude tot staan gebracht. De geuzen komen bij Leiden aan en besluiten tot de volgende dag te wachten, zodat ook de geuzen uit Leiden mee kunnen vechten. Jeroen gaat Leiden binnen om de boodschap over te brengen. De Spanjaarden hebben genoeg van de vieze paella en de kok maakt een ander gerecht. Op 3 oktober willen de geuzen aanvallen, maar het Spaanse kamp blijkt verlaten. Cornelis vindt alleen de kookpot. De geuzen voegen zich samen en Boisot laat zien dat hij haring en witbrood bij zich heeft.
Cornelis is weer een vrij man en de grootvader van Francis is hersteld. In Antwerpen trouwen Valdez en Magdalena, maar dan is de droom ten einde. De vrienden worden wakker en iedereen vertelt vreemd gedroomd te hebben. Lambik besluit ontslag te nemen, hij wil niet werken voor de schuldeisers. Dan komt de journalist, de reportage blijkt indruk gemaakt te hebben en er is een groot bedrag binnen gekomen. Tante Sidonia kan zo haar schulden afbetalen en de vrienden willen het vieren door een dagje weg te gaan. Het Leidens ontzet wordt gevierd en de vrienden besluiten daarheen te gaan. Wiske ziet dan nog een jas en hoed liggen, maar weet niet van wie die is. De boekenwormen zijn tevreden. In Leiden eten de vrienden hutspot.